# Lacón con grelos

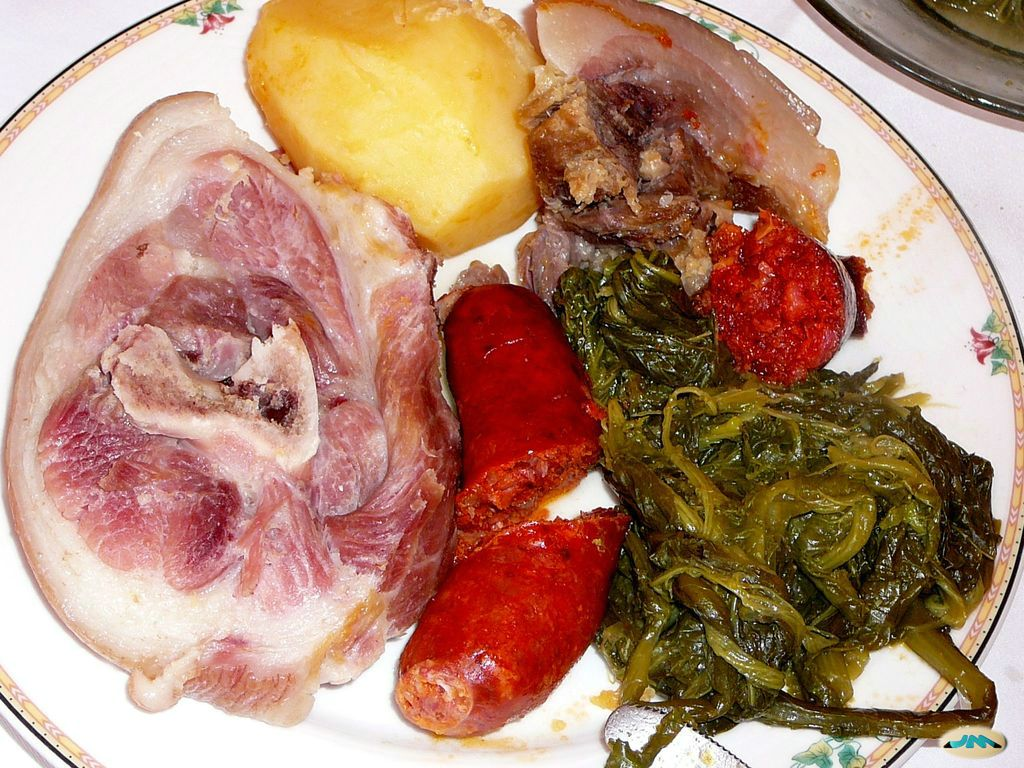
Lacón con cachelos y grelos.

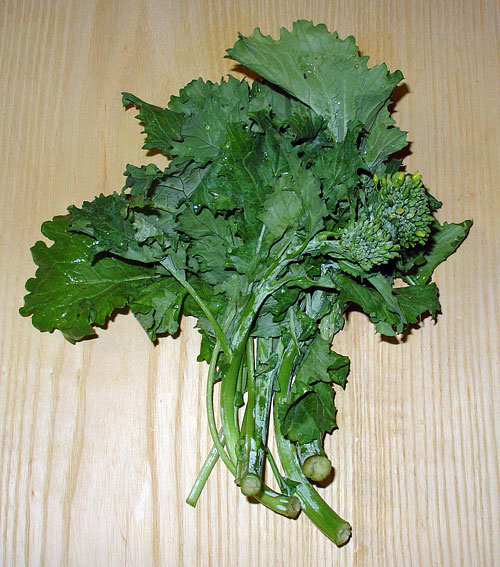
Grelo de la especie Brassica rapa, del grupo Ruvo.

El lacón con grelos es un plato de carne típico de la cocina gallega, en España, y supone uno de los platos más representativos de la gastronomía de esta comunidad autónoma norteña. Se trata de lacón (pata delantera del cerdo) cocido, chorizo, patatas (cachelos) y verduras, principalmente el grelo.

## Historia
El lacón con grelos en sus inicios se consumía durante la celebración del Carnaval, al ser la mejor época para los grelos, actualmente se puede encontrar en los mejores restaurantes de Galicia y del resto de España. Recuerda en algunos aspectos la cocina germana (codillo de cerdo).

## Elaboración
Sus principales ingredientes son el: lacón (del latín lacca) producto derivado del cerdo, resultante del proceso de curación de sus extremidades delanteras y los grelos, brotes del nabo (grelos) en cuyo extremo aparecen flores. Su apariencia es la de un tallo más o menos grueso (puede alcanzar el grosor del dedo pulgar de la mano) del que salen algunas hojas y, en el extremo, las flores. También se suele acompañar el plato con chorizo y cachelos; y en su elaboración se realiza la cocción de todos los ingredientes.